# SYNGAP-Syndrom
Das SYNGAP-Syndrom (auch SYNGAP1-Syndrom genannt) ist eine sehr seltene angeborene Erkrankung.
In der Vergangenheit wurde die Erkrankung auch als mentale Retardierung 5 (MRD5) bezeichnet und zu den nicht-syndromalen, autosomal-dominanten mentalen Retardierungen gezählt. Inzwischen wird die Gesamtheit der Symptome jedoch als Syndrom bezeichnet.

## Häufigkeit
Der Bridge the Gap Foundation zufolge sollen etwa 1–2 % der geistig behinderten Menschen vom Syngap-Syndrom betroffen sein. Bei einer Anzahl von 420.000 geistig behinderten Menschen in Deutschland ergibt sich eine Häufigkeit von etwa 1:10.000 bis 1:20.000.

## Ursache
Zugrunde liegt eine Mutation im SYNGAP1-Gen. Es befindet sich auf dem kurzen Arm (p-Arm) von Chromosom 6, es kodiert für ein RasGTPase aktivierendes Synapsenprotein.

## Klinische Erscheinungen
Die Hauptsymptome des Syngap-Syndroms sind:
- Globale Entwicklungsverzögerung bzw. Entwicklungsstörung
  - Motorische Entwicklung
 Die Meilensteine der Entwicklung erreichen Syngap-Patienten meist später als normal entwickelte Kinder. Das fällt Eltern und Kinderärzten oft schon im 1. Lebensjahr durch Muskelhypotonie auf. Dadurch ist die motorische Entwicklung deutlich verlangsamt und die betroffenen Kinder lernen später Laufen. Später fallen sie durch einen breitbeinigen, staksigen Gang auf.[4] Auch die Feinmotorik ist stark beeinträchtigt und zeigt sich bei vielen Kindern als ausgeprägte Dyspraxie.
  - Sprachliche Entwicklung
 Bereits beim Neugeborenen fällt eine schlechte Mundmotorik auf, z. B. in Form von Fütterungsproblemen und verringertem Lautieren. Typisch für betroffene Kinder ist auch ein zeitweises Herausragen der Zungenspitze zwischen den Lippen – eine Folge der Hypotonie der Mundmuskulatur. Bereits erworbene Laute und Silben werden oft wieder verlernt. In höherem Alter wird oft eine verbale Entwicklungsdyspraxie (VED) oder Apraxie diagnostiziert. Die meisten Syngap-Patienten sind non-verbal oder haben einen sehr geringen Wortschatz von nur wenigen Begriffen oder Silben. Einige Kinder sind aber in der Lage, einfache schriftliche Kommunikation zu erlernen. Um ihre Bedürfnisse zu äußern, nutzen die Betroffenen sowohl die körpereigene Sprache (Gestik und Mimik) als auch Mittel der Unterstützten Kommunikation (wie Gebärden, Symbolkarten und komplexe Kommunikationshilfen, auch Talker genannt).[5]

- - Geistige Entwicklung
 Einige Kinder fallen schon bei frühen Entwicklungstests durch eine verlangsamte kognitive Entwicklung auf, was in ärztlichen Berichten dann als mentale Retardierung bezeichnet wird. Bei späteren Intelligenztests liegen die Patienten im Bereich der mittleren bis schweren geistigen Behinderung.[6]
- Epilepsie
 Eltern bemerken die epileptischen Anfälle erstmals bewusst im Alter von 2–3 Jahren. Doch meistens realisieren sie erst im Nachhinein, dass schon viel früher (im 1. Lebensjahr) erste Anzeichen von Anfällen zu sehen waren. Diese zeigen sich als (atypische) Absencen (Starren oder Innehalten), Lidmyoklonien (Lidflattern), myoklonisch-astatische Anfälle (Augenrollen mit kurzem Tonusverlust), Sturzanfälle (plötzliches Umfallen). Dabei ähneln die Anfälle denen des Doose-Syndroms.[6][4]
 Im EEG zeigen sich die Anfälle beginnend im Sehzentrum (Okzipitallappen) und sekundär generalisierend. Das äußert sich meist auch im klinischen Bild durch einen auffälligen Blick mit anschließendem Tonusverlust. In vielen Fällen bleibt das EEG aber auch unspezifisch.
  - Auslöser: Die epileptischen Anfälle werden vor allem durch Müdigkeit, Stress und sensorische Reize ausgelöst. Besonders auffällig sind bei Syngap-Patienten epileptische Anfälle, die durch Essen ausgelöst werden (Reflexepilepsie). Diese kurzen, meist nur ein paar Sekunden dauernden Anfälle werden oft erst viel zu spät als Epilepsie wahrgenommen und insbesondere bei kleineren Kindern als Müdigkeit oder genussvolles Essen fehlinterpretiert. Daher sollten Eltern von (möglichen) Syngap-Kindern versuchen, die Essenssituation auf einem Video für den behandelnden Kinderarzt oder Neurologen festzuhalten. Im EEG, insbesondere bei einem Schlaf-EEG, können diese Patienten völlig unauffällig sein oder das EEG wird als auffällig, aber nicht pathogen bezeichnet. Gibt man ihnen jedoch im Wach-EEG etwas zu essen, so zeigt sich bei vielen Patienten ein typisches EEG-Muster.
- Autismus und Verhalten
 Etwa 50 % der Syngap-Patienten haben eine diagnostizierte Autismus-Spektrum-Störung. Nach der klassischen Einteilung würde man die autistischen Symptome wohl am ehesten dem atypischen Autismus zuordnen. Vermutlich liegt die tatsächliche Zahl der von Autismus Betroffenen jedoch deutlich höher, da die Autismusdiagnostik bei nonverbalen, geistig behinderten Menschen mit Dyspraxie nicht einfach ist. Außerdem kann es zu Verhaltensauffälligkeiten wie Impulsivität und Aggressivität kommen.
 Besonders auffällig sind jedoch obsessive Verhaltensweisen. Syngap-Kinder lieben vor allem Wasser und Musik, aber auch Dinge wie Ventilatoren, Aufzüge, Rolltreppen, Schalter, Glasdächer und räumliche Perspektive in Bewegung (z. B. Tunnel, Autofahren). Sobald sie das Bedürfnis danach verspüren, erscheinen sie ungewöhnlich stark motiviert. Wird ihnen jedoch der Zugang zum Objekt der Begierde verweigert, setzen sie aufgrund der fehlenden Sprache sämtliche körperlichen Mittel ein, um ihren Willen durchzusetzen.
- Sonstige Merkmale
 Verstopfung, Stuhlinkontinenz, Schlafprobleme, platte Füße[7]

## Diagnose
Die Diagnose des SYNGAP-Syndroms kann ausschließlich durch einen Gentest erfolgen. Dabei wird in der Humangenetik das SYNGAP1-Gen auf Veränderungen untersucht. Diese Analyse erfolgt einerseits mit einem Einzelgentest als Sanger-Sequenzierung. Andererseits bieten verschiedene Labore unterschiedliche Genpanel an, bei denen sie das SYNGAP1-Gen mittels Next-Generation-Sequencing analysieren. Je nach Labor kann das ein Genpanel für Entwicklungsstörungen, mentale Retardierung, Epilepsie, epileptische Enzephalopathie oder Autismus sein.

## Therapie
Eine ursächliche Therapie wurde weltweit erstmals erfolgreich durch die Arbeitsgruppe von Gerhard Kluger an der Schön Klinik in Vogtareuth im Rahmen einer Einzelfallbeobachtung mit Statinen erprobt. Dabei wird die beim Syngap-Syndrom überaktive RAS-Kaskade durch Statine gehemmt. Weitere klinische Studien durch die Arbeitsgruppe von Gerhard Kluger sind in Vorbereitung. Seit Juli 2023 werden Therapien für das SYNGAP-Syndrom im von der Europäischen Union mit 8 Millionen Euro geförderten Projekt EURAS erforscht. Eine große Besonderheit des EURAS-Projektes ist, dass es durch die Patientenorganisation SYNGAP-Elternhilfe e.V. und ihren medizinischen Beirat selbst initiiert wurde.

## Differenzialdiagnostik
Abzugrenzen ist hauptsächlich das Angelman-Syndrom.